# 万引き家族
『万引き家族』（まんびきかぞく、英題：Shoplifters）は、2018年6月8日公開の日本映画。是枝裕和監督。日本国内での公開に当たっては、PG12のレイティング指定がなされている。第71回カンヌ国際映画祭において、最高賞であるパルム・ドールを獲得した。

## 概要
実際にあった、親の死亡届を出さずに年金の不正受給を続けていたある家族の事件から着想を得て構想10年近くをかけて作った。脚本段階では子どもに「お父さん」「お母さん」と呼んで欲しいと願う主人公の想いが重点的に描かれており、撮影中につけられていた映画のタイトルは「万引き家族」ではなく「声に出して呼んで」だった。主な舞台は東京都荒川区である。ジョイフル三ノ輪商店街も登場している。リリー・フランキーによると、柴田家として使用された民家はセットではなく、実在する廃屋である。海水浴の場面は千葉県いすみ市の大原海水浴場で撮影された。

## あらすじ
東京都心に暮らす柴田治と、その妻信代は息子の祥太、信代の妹の亜紀、そして治の母の初枝と同居していた。家族は治と信代の給料に加え、初枝の年金と、治と祥太が親子で手がける万引きで生計を立てていた。しかし初枝は表向きは独居老人ということになっており、同居人の存在自体が秘密だった。5人は社会の底辺で暮らしながらも、いつも笑顔が絶えなかった。
ある冬の日、治は近所の団地の1階にあるバルコニー状の外廊下で、1人の幼い女の子が震えているのを見つけ、見かねて連れて帰る。夕食後、「ゆり」と名乗るその少女を家へ帰しに行った治と信代は、家の中から子どもを巡る諍（いさか）いの声を聞く。結局「ゆり」は再度柴田家に戻された。体中の傷跡など「ゆり」に児童虐待の疑いがあることを見つけた信代は彼女と同居を続けることを決め、「誘拐ではないか」という亜紀に対して「脅迫も身代金の要求もしていないからこれは誘拐ではなく保護だ」と主張、「ゆり」は柴田家の6人目の家族となった。その矢先、治は職場で負傷して仕事が出来なくなる。当てにした労災は下りなかった。連れ帰ってから2か月経っても「ゆり」に捜索願が出た形跡は無かったが、やがてテレビで失踪事件として報じられるところとなって、柴田家の一同は彼女の本当の名前が「北条じゅり」であることを知る。一家は発覚を遅らせるべく「ゆり」の髪を切って「りん」という呼び名を与え、祥太の妹ということにした。回復した治は仕事に戻ることなく、祥太との万引きを「りん」に手伝わせる。
柴田家の面々は表向きは普通の家族として暮らしながら、治と祥太の万引き以外にも、初枝はパチンコ店で他の客のドル箱を大胆にネコババし、祥太は「りん」を連れて近所のよろずやで万引きを働き、信代は勤め先のクリーニング工場で衣服のポケットから見つけたアクセサリーなどをこっそり持ち帰るなど、亜紀を除く全員が何らかの不正や犯罪に手を染めていた。一方、「りん」と柴田家の絆は次第に深まっていった。
夏を迎える頃、祥太はいつものよろずや「やまとや」で「りん」に万引きをさせたところ、年老いた店主からお菓子を与えられ「妹にはさせるなよ」という言葉をかけられた。そんな折、信代は勤め先から自分と同僚のどちらかの退職を迫られ、同僚との話し合いで「行方不明になっている女児（「りん」のこと）を連れているのを見た」と脅されて退職を余儀なくされる。一方初枝は前夫（作中では故人）が後妻との間にもうけた息子夫婦が住む家を訪れ、前夫の月命日の供養ついでに金銭を受け取っており、それが年金以外の収入「慰謝料」の正体であることがうかがわれた。そして初枝が義理の娘として同居している亜紀は実はこの息子夫婦の娘であることが明らかになる。夫婦は亜紀は海外留学中ということにしており、初枝と同居していることは「知らない」こととしていた。また亜紀には妹がいて、その名前は亜紀の源氏名と同じ「さやか」であることが明らかになる。その頃、「さやか」として性風俗店で勤務していた亜紀は常連客である「4番さん」と秘かに心を通わせていた。
夏になり、一家は海水浴に出かけ団欒を満喫する。「家族」の姿を楽しそうに眺める初枝であったが、その言動にはどこかおかしいところがあり、病気からくるせん妄を思わせた。ほどなくして初枝は自宅で死去する。治と信代は自宅敷地内に初枝の遺体を埋め、「最初からいなかった」ことにした。信代は死亡した初枝の年金を不正に引き出す。家の中から初枝のへそくりを見つけだして大喜びする治と信代を、祥太は無言で見つめていた。祥太は治から「店の商品は、誰のものでもない（から取っても構わない）」と教えられていた。だが、治のパチンコ店の駐車場での車上荒らしに同行した際に、「これは誰かのものではないの」と尋ね、積極的に手伝おうとしなかった。少しのち、祥太は「りん」とよろずやに行ったが、「忌中」の紙が貼られ、閉店していた。その次に入った別のスーパーマーケットにおいて、「りん」が自らの意思で万引きを働こうとしたところ、それを見た祥太は「りん」から注意を逸らすためにわざと目立つようにミカンを万引きして逃走。店員の追跡をかわそうとするも高所から飛び降りた際に足を負傷、入院する。
一部始終を見届けた「りん」は治たちのもとに急ぐが、柴田家4人は祥太を捨て置き逃げようとしたところを警察に捕まり、これをきっかけにして家族は解体されてしまう。「りん」は本来の親のもとに戻され、それ以外の3人は取り調べを受けた。入院中の祥太も警察官に事情聴取され、その際に他の家族が逃げようとしたことを伝えられる。取り調べの中で、治と信代は過去に殺人を犯していたこと、治は初枝の実際の息子ではなく前述の事情を抱えた彼を同居人として息子同然に迎え入れていたこと、祥太は治や信代に連れてこられたこと、治・信代・祥太らの名前は本名ではないことなどが明らかになる（つまり、"柴田家"は全員が血縁関係にない疑似家族であった）。信代は一家が抱えた犯罪は全て自分の犯行として刑に服し、祥太は施設に入り、治は一人暮らしとなった。かつての自宅を訪れた亜紀は、もぬけの殻となった屋内をしばし眺めていた。
治が「りん」=「ゆり」=「じゅり」を保護してから約1年後、学校に通うようになった祥太はテストでも優秀な成績を残し、釣りの知識も身に着けるなどたくましく成長していた。治は信代の依頼で祥太を連れて刑務所に面会に行く。面会の場で信代は祥太に、治が松戸市にあるパチンコ店の駐車場で車上荒らしをしようとした際に、密閉された車内に置き去りにされてぐったりしていた幼い祥太を助けて連れてきたことをその自動車の情報を交えて伝え、情報を手掛かりに「その気になれば本当の両親に会える」と話す。その夜、祥太は治の家に泊まり、自分を置いて逃げようとしたことの真偽を治に問うと、治はそれを認めて「おじさんに戻る」と答えた。翌朝、祥太はバス停での別れ際に「自分はわざと捕まった」と治に話す。バスを追いかける治を車内から見つめる祥太は、治に向かって何かを呟いた。一方、本当の両親のもとへ戻された「じゅり」は、再び虐待の被害者になっていた。ある日、治に発見されたときと同じ外廊下で独り遊びをしていたところ、ふと何かに気付いたように塀から身を乗り出しつつ見入る「じゅり」もまた、何かを呟こうとしていた。

## キャスト
柴田治
演 - リリー・フランキー
本作の主人公で、信代の夫。東京の下町に暮らす日雇い労働者。
柴田信代
演 - 安藤サクラ
同じく主人公で、治の年若い妻。クリーニング工場のパート従業員。クリーニング屋の売り上げが芳しくないため、時給が高い根岸とどちらかが辞めなくてはならず、根岸にあることがバレてしまい、仕方なく退職した。
柴田亜紀
演 - 松岡茉優
信代の妹。JK見学店に勤務し「さやか」という源氏名を使用している。客の「4番さん」に恋をしている。左利き。稼ぎは「家に入れなくてよい」という約束をおばあちゃんとしていた。
柴田祥太
演 - 城桧吏
治の息子。学校には通っておらず(家で勉強出来ない奴が学校へ行くと教えられていた)治とタッグを組んで万引きをしている。愛読書は国語の教科書に掲載されている「スイミー」。左利き。カップ麺にコロッケを入れて食べるのが好き(治に教えられた)。
ゆり（りん、北条じゅり）
演 - 佐々木みゆ
治が柴田家に連れて帰ってきた少女。両親からはネグレクトなどの児童虐待を受けている。ビー玉が好きで祥太のことを「お兄ちゃん」と呼んでいる。実母の希は、ゆりに洋服を買うたびにゆりを叩いていた。このトラウマから、子供服屋で信代が選んだ水着を買う(実際には万引きしていた)際に水着を要らないと言い「後で叩かない？」と心配していた。
柴田初枝
演 - 樹木希林
治の母。年金受給者であり、仏壇には夫の遺影。りんのおねしょ癖を治すために、りんに塩を舐めさせた。効果があったらしく、信代は「寝る前に塩！」とルーティンになっていた。りんの下の前歯が抜けた朝、突然亡くなってしまう。
4番さん
演 - 池松壮亮
亜紀が勤務する性風俗店の常連客。発話障害があり亜紀には筆談で意思を伝える。
柴田譲
演 - 緒形直人
亜紀の本当の父親。初枝の元夫と後妻との間の子。
柴田葉子
演 - 森口瑤子
亜紀の本当の母親。初枝に対して「お義父さんの前の奥さんでしょ？あなたになんの関係があるの？」と譲に愚痴をこぼしていた。
柴田さやか
演 - 蒔田彩珠
亜紀の本当の妹。高校2年生。
北条保
演 - 山田裕貴
ゆりの父。希とゆりに対しDVを働いている。
北条希
演 - 片山萌美
ゆりの母。保からDVを受ける一方でゆりに対しネグレクトをしている。
JK見学店 店長
演 - 黒田大輔
亜紀が勤務する性風俗店の店長。
根岸三都江
演 - 松岡依都美
信代が勤務するクリーニング工場の同僚。
クリーニング店 店主
演 - 清水一彰
信代が勤務するクリーニング店の店主。
山戸頼次
演 - 柄本明
柴田家の近隣にあるよろずや「やまとや」店主。
米山
演 - 井上肇
民生委員。独居老人である柴田初枝宅を定期的に訪問。
日雇い派遣の管理者
演 - 毎熊克哉
治の日雇い労働の管理者。正社員。
前園巧
演 - 高良健吾
警察官。
宮部希衣
演 - 池脇千鶴
警察官。
ニュースキャスター
演 - 笠井信輔
ニュースキャスター
演 - 三上真奈

## スタッフ
- 監督・脚本・編集 - 是枝裕和
- 製作 - 石原隆、依田巽、中江康人
- プロデューサー - 松崎薫、代情明彦、田口聖
- アソシエイトプロデューサー - 大澤恵、小竹里美
- 撮影 - 近藤龍人
- 照明 - 藤井勇
- 録音 - 冨田和彦
- 美術 - 三ツ松けいこ
- 装飾 - 松葉明子
- 衣装 - 黒澤和子
- ヘアメイク - 酒井夢月
- 音響効果 - 岡瀬晶彦
- 音楽 - 細野晴臣
- 助監督 - 森本晶一
- キャスティング - 田端利江
- 制作担当 - 後藤一郎
- ラインプロデューサー - 熊谷悠
- 製作 - フジテレビジョン、AOI Pro.、ギャガ
- 製作プロダクション - AOI Pro.
- 配給 - ギャガ

## 受賞歴

### 国内
- 第10回TAMA映画賞[12]
  - 最優秀作品賞
  - 最優秀女優賞「安藤サクラ[注 7]」「松岡茉優[注 8]」
- 第42回山路ふみ子映画賞[13]
  - 山路ふみ子女優賞「安藤サクラ」
- 第13回GQ Men of the Year[14]
  - アクター・オブ・ザ・イヤー賞「リリー・フランキー」
  - フィルム・ディレクター・オブ・ザ・イヤー賞「是枝裕和」
- 第4回エル シネマアワード[15]
  - エル シネマ大賞
- 第43回報知映画賞[16]
  - 助演女優賞「樹木希林[注 9]」
- 第36回ゴールデングロス賞[17]
  - 優秀銀賞
- 第40回ヨコハマ映画祭[18][19]
  - 主演女優賞「安藤サクラ」
  - 助演女優賞「松岡茉優[注 10]」
- 第31回日刊スポーツ映画大賞・石原裕次郎賞[20]
  - 作品賞
  - 主演女優賞「安藤サクラ」
  - 助演女優賞「樹木希林[注 9]」
- 第42回日本アカデミー賞[21]
  - 最優秀作品賞
  - 最優秀監督賞「是枝裕和」
  - 最優秀脚本賞「是枝裕和」
  - 最優秀主演女優賞「安藤サクラ」
  - 最優秀助演女優賞「樹木希林[注 11]」
  - 最優秀音楽賞「細野晴臣」
  - 最優秀撮影賞「近藤龍人」
  - 最優秀照明賞「藤井勇」
  - 優秀主演男優賞「リリー・フランキー」
  - 優秀助演女優賞「松岡茉優」
  - 優秀美術賞「三ツ松けいこ」
  - 優秀録音賞「冨田和彦」
  - 優秀編集賞「是枝裕和」
- 第61回ブルーリボン賞[22]
  - 助演女優賞「松岡茉優[注 12]」
- 第43回エランドール賞[23]
  - 特別賞「万引き家族」製作チーム
- 第73回毎日映画コンクール[24]
  - 日本映画大賞
  - 女優主演賞「安藤サクラ」
  - 女優助演賞「樹木希林」
- 第28回東京スポーツ映画大賞[25]
  - 作品賞
  - 主演男優賞「リリー・フランキー」
  - 主演女優賞「安藤サクラ」
  - 助演女優賞「松岡茉優」
- 第14回おおさかシネマフェスティバル[26]
  - 日本映画 作品賞ベストテン 第2位
- 第92回キネマ旬報ベスト・テン[27]
  - 日本映画ベスト・テン 第1位
  - 主演女優賞「安藤サクラ」
  - 読者選出 日本映画監督賞「是枝裕和」
  - 読者選出 日本映画ベスト・テン 第1位
- 第23回日本インターネット映画大賞[28][29]
  - 日本映画作品賞 第2位
  - 日本映画監督賞「是枝裕和」
  - 日本映画助演女優賞「樹木希林[注 11]」
  - 日本映画ベストインパクト賞「樹木希林[注 11]」
- 2018年度全国映連賞[30]
  - 日本映画作品賞
  - 監督賞「是枝裕和」
  - 女優賞「安藤サクラ」
- 2018年度芸術選奨文部科学大臣賞
  - 映画部門「黒澤和子」
- 2018年日本映画ペンクラブ賞[31]
  - 2018年度ベスト映画 日本映画部門 第1位
- 第38回藤本賞[32]
  - 藤本賞「是枝裕和」

### 国外
| 受賞とノミネートの一覧 | 受賞とノミネートの一覧                 | 受賞とノミネートの一覧           | 受賞とノミネートの一覧   | 受賞とノミネートの一覧 | 受賞とノミネートの一覧 |
| 年                     | 賞                                     | 部門                             | 候補者                   | 結果                   | 参照                   |
| ---------------------- | -------------------------------------- | -------------------------------- | ------------------------ | ---------------------- | ---------------------- |
| 2018年                 | カンヌ国際映画祭                       | パルム・ドール                   | 是枝裕和                 | 受賞                   | [ 6 ]                  |
| 2018年                 | ミュンヘン国際映画祭                   | アリ・オスラム賞（外国語映画賞） | 是枝裕和                 | 受賞                   | [ 33 ]                 |
| 2018年                 | アンタルヤ国際映画祭                   | 監督賞                           | 是枝裕和                 | 受賞                   | [ 34 ]                 |
| 2018年                 | バンクーバー国際映画祭                 | 外国長編映画観客賞               | 是枝裕和                 | 受賞                   | [ 35 ]                 |
| 2018年                 | アジア太平洋映画賞                     | 最優秀長編映画賞                 | 松崎薫、代情明彦、田口聖 | 受賞                   | [ 36 ]                 |
| 2018年                 | アジア太平洋映画賞                     | 監督賞                           | 是枝裕和                 | ノミネート             | [ 36 ]                 |
| 2018年                 | アジア太平洋映画賞                     | 脚本賞                           | 是枝裕和                 | ノミネート             | [ 36 ]                 |
| 2018年                 | 英国インディペンデント映画賞           | 外国インディペンデント映画賞     | 是枝裕和                 | ノミネート             | [ 37 ]                 |
| 2018年                 | ワシントンD.C.映画批評家協会賞         | 外国語映画賞                     | 『万引き家族』           | ノミネート             | [ 38 ]                 |
| 2018年                 | シカゴ映画批評家協会賞                 | 外国語映画賞                     | 『万引き家族』           | ノミネート             | [ 39 ]                 |
| 2018年                 | ロサンゼルス映画批評家協会賞           | 外国語映画賞                     | 『万引き家族』           | 受賞                   | [ 40 ]                 |
| 2018年                 | ニューメキシコ映画批評家協会賞         | 助演女優賞                       | 安藤サクラ               | 受賞                   |                        |
| 2018年                 | サンディエゴ映画批評家協会賞           | 外国語映画賞                     | 『万引き家族』           | 受賞                   | [ 41 ]                 |
| 2018年                 | サンフランシスコ映画批評家協会賞       | 外国語映画賞                     | 『万引き家族』           | ノミネート             | [ 42 ]                 |
| 2018年                 | ボストン映画批評家協会賞               | 作品賞                           | 『万引き家族』           | 次点                   | [ 42 ]                 |
| 2018年                 | ボストン映画批評家協会賞               | 外国語映画賞                     | 『万引き家族』           | 受賞                   | [ 43 ]                 |
| 2018年                 | ボストン映画批評家協会賞               | 主演女優賞                       | 安藤サクラ               | 次点                   | [ 42 ]                 |
| 2018年                 | ボストン映画批評家協会賞               | アンサンブル・キャスト賞         |                          | 受賞                   | [ 42 ]                 |
| 2018年                 | セントルイス映画批評家協会賞           | 外国語映画賞                     | 『万引き家族』           | ノミネート             | [ 42 ]                 |
| 2018年                 | ダラス・フォートワース映画批評家協会賞 | 外国語映画賞                     | 『万引き家族』           | 第3位                  | [ 42 ]                 |
| 2018年                 | ダブリン映画批評家協会賞               | 作品賞                           | 『万引き家族』           | 第8位                  | [ 42 ]                 |
| 2018年                 | ダブリン映画批評家協会賞               | 監督賞                           | 是枝裕和                 | 第7位                  | [ 42 ]                 |
| 2018年                 | フロリダ映画批評家協会賞               | 外国語映画賞                     | 『万引き家族』           | 受賞                   | [ 42 ]                 |
| 2018年                 | フロリダ映画批評家協会賞               | 監督賞                           | 是枝裕和                 | ノミネート             | [ 42 ]                 |
| 2018年                 | フロリダ映画批評家協会賞               | 助演女優賞                       | 安藤サクラ               | 受賞                   | [ 42 ]                 |
| 2019年                 | オンライン映画批評家協会賞             | 非英語作品賞                     | 『万引き家族』           | ノミネート             |                        |
| 2019年                 | ヒューストン映画批評家協会賞           | 外国語映画賞                     | 『万引き家族』           | ノミネート             | [ 42 ]                 |
| 2019年                 | ゴールデングローブ賞                   | 外国語映画賞                     | 『万引き家族』           | ノミネート             | [ 44 ]                 |
| 2019年                 | オースティン映画批評家協会賞           | 外国語映画賞                     | 『万引き家族』           | ノミネート             | [ 42 ]                 |
| 2019年                 | クリティクス・チョイス・アワード       | 外国語映画賞                     | 『万引き家族』           | ノミネート             |                        |
| 2019年                 | ロンドン映画批評家協会賞               | 作品賞                           | 『万引き家族』           | ノミネート             | [ 42 ]                 |
| 2019年                 | ロンドン映画批評家協会賞               | 外国語映画賞                     | 『万引き家族』           | ノミネート             | [ 42 ]                 |
| 2019年                 | パームスプリングス国際映画祭           | FIPRESCI賞                       | 『万引き家族』           | 受賞                   | [ 45 ]                 |
| 2019年                 | 全米映画批評家協会賞                   | 外国語映画賞                     | 『万引き家族』           | 第3位                  |                        |
| 2019年                 | ゴールデン・ビートル賞                 | 外国語映画賞                     | 『万引き家族』           | 受賞                   |                        |
| 2019年                 | 国際シネフィル賞                       | 作品賞                           | 『万引き家族』           | ノミネート             | [ 46 ]                 |
| 2019年                 | 国際シネフィル賞                       | 外国語映画賞                     | 『万引き家族』           | ノミネート             | [ 46 ]                 |
| 2019年                 | 国際シネフィル賞                       | 主演女優賞                       | 安藤サクラ               | 受賞                   | [ 46 ]                 |
| 2019年                 | 国際シネフィル賞                       | 助演女優賞                       | 樹木希林                 | ノミネート             | [ 46 ]                 |
| 2019年                 | 国際シネフィル賞                       | オリジナル脚本賞                 | 是枝裕和                 | ノミネート             | [ 46 ]                 |
| 2019年                 | 国際シネフィル賞                       | アンサンブル賞                   |                          | 受賞                   | [ 46 ]                 |
| 2019年                 | 英国アカデミー賞                       | 非英語作品賞                     | 『万引き家族』           | ノミネート             | [ 47 ]                 |
| 2019年                 | サテライト賞                           | 外国語映画賞                     | 『万引き家族』           | ノミネート             |                        |
| 2019年                 | セザール賞                             | 外国語映画賞                     | 『万引き家族』           | 受賞                   | [ 48 ]                 |
| 2019年                 | インディペンデント・スピリット賞       | 外国映画賞                       | 『万引き家族』           | ノミネート             |                        |
| 2019年                 | アカデミー賞                           | 外国語映画賞                     | 『万引き家族』           | ノミネート             | [ 49 ] [ 50 ]          |
| 2019年                 | ボディル賞                             | 非アメリカ映画賞                 | 『万引き家族』           | ノミネート             | [ 51 ]                 |
| 2019年                 | アジア・フィルム・アワード             | 作品賞                           | 『万引き家族』           | 受賞                   |                        |
| 2019年                 | アジア・フィルム・アワード             | 音楽賞                           | 細野晴臣                 | 受賞                   |                        |

## カンヌ受賞をめぐって
2018年5月8日、第71回カンヌ国際映画祭が開幕。『万引き家族』（仏語タイトル：Une affaire de famille）は5月13日に上映された。
同年5月19日夜（日本時間20日未明）、カンヌ映画祭は閉幕を迎え、『万引き家族』は最高賞であるパルム・ドールを獲得した。日本人監督作品としては、1997年の今村昌平監督『うなぎ』以来21年ぶりであり、日本の新聞各紙はこれを快挙として5月21日付朝刊の1面で報じた。
その一方で、フランスの『フィガロ』紙は5月22日、「『万引き家族』 パルムドール受賞に日本政府の困惑（Une affaire de famille: la palme de l'embarras pour le gouvernement japonais）」という見出しの記事を配信し、「海外での受賞に賛辞を贈ってきた日本の首相は沈黙したままだ」と述べた。米国の『ハリウッド・リポーター』も5月31日、「日本の首相、カンヌ映画祭パルム・ドール受賞監督を冷たくあしらう」という見出しで同じ趣旨の記事を配信した。
安倍晋三首相は2017年に日系英国人作家のカズオ・イシグロがノーベル文学賞を受賞した際「ともに今回の受賞をお祝いしたい」とコメントし、2018年2月の平昌冬季五輪で羽生結弦が金メダルを獲得した際は「日本人として誇り」と首相官邸で電話する動画を公開していた。国民栄誉賞の表彰者も6人と最多であり（同年6月1日には羽生への授与を決定し7人となる）、歴代首相の中でもその祝福ぶりは目立っていた。さらに安倍は映画好きとしてつとに知られており、安倍昭恵夫人は数年前のインタビューで「主人は、政治家にならなければ映画監督になりたかった人なんです」と証言していた。『フィガロ』は安倍首相の「沈黙」の理由を「是枝監督が映画やインタビューで日本の政治を告発してきた」からだと推測した。
現代思想学者の関修は「カンヌ受賞は映画界で一、二を争う栄誉。クールジャパンを打ち出す日本の首相が、他国の文化や芸術を評価する知識や教養を持たないことに、フィガロは怒っているのではないか」と述べた。
同年6月7日、参議院文部科学委員会の質疑で、立憲民主党の神本美恵子議員は「首相は国際的なスポーツや文化の賞を受けた人を祝福しているが、是枝監督には祝意を示していない。好きな人しかお祝いしないのはいかがなものか」と指摘した。これに対し、林芳正文部科学大臣は「大変いいアイデアをいただいた。来ていただけるかどうかわからないが、お呼びかけはしたい」と答弁した。
同日、是枝は「『祝意』に関して」とする文章を自身のサイトに掲載。受賞を顕彰したいとする団体や自治体からの申し出を全て断っていると明記し、「公権力とは距離を保つ」として、祝意を辞退する考えを明らかにした。林は直接会って祝意を伝えようと、文化庁を通じて是枝に接触を図ったが、是枝は多忙を理由に面会を辞退した。
『万引き家族』は7月4日までに観客動員265万人、興行収入32億円を突破。パルム・ドールの受賞がなければ、収益は7億円前後と予想されていたことから、カンヌの効果は絶大であった。
是枝は「通常の枠を超えて多くの方にも届いていることについては前向きに捉えている」とコメントをした。

## テレビ放送
| 回数 | テレビ局   | 番組名（放送枠名） | 放送日        | 放送時間      | 放送分数 | 視聴率 | 備考 |
| ---- | ---------- | ------------------ | ------------- | ------------- | -------- | ------ | --- |
| 1    | フジテレビ | 土曜プレミアム     | 2019年7月20日 | 21:00 - 23:30 | 150分    | 12.3%  | 地上波初放送。本編ノーカット放送。 番組の冒頭と最後に是枝裕和監督のコメント映像が入り、最新作「真実」が紹介され、メイキング映像が本編終了後に放送された。 |
| 2    | フジテレビ | 土曜プレミアム     | 2022年6月11日 | 21:00 - 23:30 | 150分    | 6.6%   | 是枝裕和監督最新作『ベイビー・ブローカー』公開記念 |

- 視聴率はビデオリサーチ調べ、関東地区・世帯・リアルタイム。